# Jesús Bonilla
Jesús Bonilla (Madrid, 1º settembre 1955) è un attore, regista e sceneggiatore spagnolo.

## Filmografia parziale

### Attore
Cinema
- Belle Époque, regia di Fernando Trueba (1992)
- Kika - Un corpo in prestito (Kika), regia di Pedro Almodóvar (1993)
- Todos los hombres sois iguales, regia di Manuel Gómez Pereira (1994)
- I peggiori anni della nostra vita (Los peores años de nuestra vida), regia di Emilio Martínez Lázaro (1994)
- Così in cielo come in terra (Así en el cielo como en la tierra), regia di José Luis Cuerda (1995)
- La niña dei tuoi sogni (La niña de tus ojos), regia di Fernando Trueba (1998)
- Muertos de risa, regia di Álex de la Iglesia (1999)
- La comunidad - Intrigo all'ultimo piano (La comunidad), regia di Álex de la Iglesia (2000)
- Lisístrata, regia di Francesc Bellmunt (2002)
- El oro de Moscú, anche regista (2003)
- La daga de Rasputín, anche regista (2011)
- The Queen of Spain (La reina de España), regia di Fernando Trueba (2016)

Televisione
- Pepa y Pepe - serie TV, 10 episodi (1995)
- La banda de Pérez - serie TV, 26 episodi (1997)
- Querido maestro - serie TV, 40 episodi (1997-1998)
- Mediterráneo - serie TV, 13 episodi (1999-2000)
- Periodistas - serie TV, 51 episodi (2000-2002)
- Los Serrano - serie TV, 150 episodi (2003-2008)
- Chiringuito de Pepe - serie TV, 26 episodi (2014-2016)

### Regista e sceneggiatore
- El oro de Moscú (2003)
- La daga de Rasputín (2011)